# Stefan Cohn-Vossen
Stefan Cohn-Vossen (Breslavia, 28 maggio 1902 – Mosca, 25 giugno 1936) è stato un matematico tedesco.

## Biografia
Stefan Cohn-Vossen conseguiì il dottorato nel 1924 presso l'Università di Wroclaw sotto la guida di Adolf Kneser. Nel 1929 conseguì l'abilitazione presso l'Università di Gottinga con Richard Courant. Fu riabilitato nel 1930 presso l'Università di Colonia e insegnò come docente.
Il 2 maggio 1933, fu rilasciato come ebreo dai nazionalsocialisti sulla base della legge per il ripristino del servizio civile e poi licenziato dalla carica a settembre. In precedenza, fu prima docente in una scuola di grammatica a Locarno, in Svizzera. Nel 1934 fu insegnante a Zurigo. Nello stesso anno andò in Unione Sovietica, dove nel 1935 divenne professore all'Università di Leningrado presso l'Istituto di matematica Steklow dell'Accademia delle Scienze Sovietica e nel 1936 dopo il trasferimento dell'istituto a Mosca. Morì di polmonite.
Nel 1932 pubblicò il suo noto libro con David Hilbert Anschauliche Geometrie, che è ancora considerato uno dei migliori libri introduttivi sulla geometria.

## Opere
- Con Hilbert: Anschauliche Geometrie. Springer 1932, 1996.
- Singularitäten konvexer Flächen. Mathematische Annalen Bd. 97, Nr. 1, 1927, S. 377–386.
- Die parabolische Kurve, Mathematische Annalen, Bd. 99, Nr. 1, 1928, S. 273–308.
- Unstarre geschlossene Flächen. Mathematische Annalen Bd. 102, Nr. 1, 1930, S. 10–29.
- Kürzeste Wege und Totalkrümmung auf Flächen, Compositio Mathematica, Bd. 2, 1935, S. 69–133.
- Existenz kürzester Wege. Compositio Mathematica, Bd. 3, 1936, S. 441–452.
- Die Kollineationen des n-dimensionalen Raumes, Mathematische Annalen, Bd. 115, Nr. 1, 1938, S. 80–86.